# Tetralonia fuliginosa
Tetralonia fuliginosa là một loài Hymenoptera trong họ Apidae. Loài này được Morawitz mô tả khoa học năm 1886.